# Anson Williams

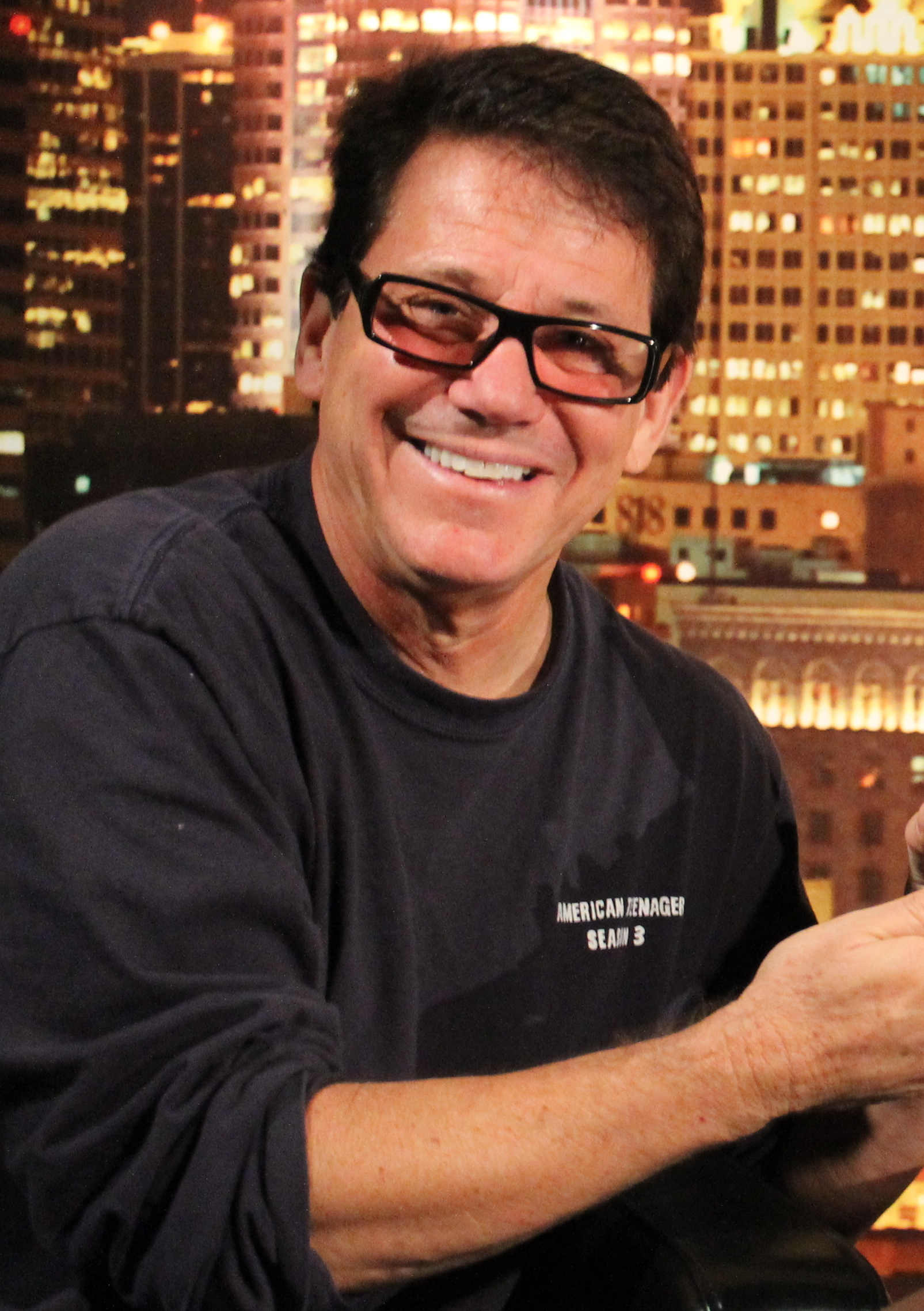
Anson Williams, 2011

Anson Williams (* 25. September 1949 in Los Angeles, Kalifornien als Anson William Heimlich) ist ein US-amerikanischer Schauspieler und Fernsehregisseur.

## Biografie
Williams ist gebürtig aus Los Angeles und sammelte Anfang der 1970er-Jahre Schauspielerfahrungen in Theaterstücken, Fernsehwerbungen und schließlich auch Fernsehserien. Einem breiten Publikum wurde er ab 1974 durch die Sitcom Happy Days bekannt, in der er insgesamt zehn Jahre die Rolle des gutmütigen, etwas leichtgläubigen Sängers Warren ‚Potsie‘ Weber darstellte. Hierfür erhielt er 1983 eine Golden-Globe-Nominierung in der Kategorie Bester Nebendarsteller – Serie, Mini-Serie oder TV-Film.
Nach der Einstellung von Happy Days wandte sich Williams der Regie von Fernsehserien zu. Seit Mitte der 1980er-Jahre inszenierte er Episoden von Fernsehserien wie Baywatch, Melrose Place, Xena, Star Trek: Deep Space Nine. Darüber hinaus führte er ebenso Regie bei Fernsehfilmen wie Wo bitte geht’s zum Militär? mit Barbara Eden und Hector Elizondo oder Zweimal Rom und zurück. Sowohl in Baywatch – Die Rettungsschwimmer von Malibu als auch in Sabrina – Total Verhext! hatte Anson Williams neben seiner Regiearbeit auch Gastauftritte.
Anson Williams ist der Neffe von Henry Heimlich, dem Erfinder des Heimlich-Manövers.

## Filmografie (Auswahl)

### Schauspieler
- 1973: Lisa, Bright and Dark (Fernsehfilm)
- 1974–1984: Happy Days (Fernsehserie, 210 Folgen)
- 1977: Love Boat (The Love Boat, Fernsehserie, Folge 1x12)
- 1983: Fantasy Island (Fernsehserie, Folge 6x11)
- 1984: Das Mädchen des Monats (I Married a Centerfold, Fernsehfilm)
- 1996: Das Leben und Ich (Boy Meets World, Fernsehserie, Folge 3x19)
- 2000: Baywatch – Die Rettungsschwimmer von Malibu (Baywatch, Fernsehserie, 2 Folgen)
- 2003: Sabrina – Total Verhext! (Sabrina, the Teenage Witch, Fernsehserie, Folge 7x13)
- 2016: Odd Couple (The Odd Couple, Fernsehserie, Folge 3x04)

### Regie
- 1989: Wo bitte geht’s zum Militär? (Your Mother Wears Combat Boots, Fernsehfilm)
- 1989: Zweimal Rom und zurück (Little White Lies, Fernsehfilm)
- 1995–1996: seaQuest DSV (Fernsehserie, 7 Folgen)
- 1996: Hercules (Fernsehserie, 2 Folgen)
- 1996: Xena – Die Kriegerprinzessin (Xena: Warrior Princess, Fernsehserie, eine Folge)
- 1996–2000: Beverly Hills, 90210 (Fernsehserie, 9 Folgen)
- 1996–1999: Melrose Place (Fernsehserie, 9 Folgen)
- 1997–1998: Star Trek: Deep Space Nine (Fernsehserie, 2 Folgen)
- 1997–1999: Star Trek: Raumschiff Voyager (Star Trek: Voyager, Fernsehserie, 4 Folgen)
- 1998–1999: Eine himmlische Familie (7th Heaven, Fernsehserie, 2 Folgen)
- 1997: Clueless – Die Chaos-Clique (Clueless, Fernsehserie, eine Folge)
- 1999–2003: Sabrina – Total Verhext! (Sabrina, the Teenage Witch, Fernsehserie, 10 Folgen)
- 2000–2001: Charmed – Zauberhafte Hexen (Charmed, Fernsehserie, 3 Folgen)
- 2000: Baywatch – Die Rettungsschwimmer von Malibu (Baywatch, Fernsehserie, 3 Folgen)
- 2001–2003: Lizzie McGuire (Fernsehserie, 7 Folgen)
- 2008–2013: The Secret Life of the American Teenager (Fernsehserie, 31 Folgen)